# Vacina antissarampo
A vacina antissarampo é uma vacina que previne o sarampo. Após a administração de uma dose, 85% das crianças de nove meses e 95% com mais de doze meses de idade tornam-se imunes. Quase todos aqueles que não desenvolvem imunidade depois de uma primeira dose, acabam por ganhar imunidade com uma segunda dose. Para haver essa imunidade de grupo, cerca de 92% da população tem de estar vacinada. No entanto, os surtos locais podem reaparecer se o nível geral de imunização da população diminuir. A vacinação torna-se muito potente se for aplicada a toda a população, pois quando há uma grande cobertura de uma vacina numa determinada população começa a funcionar a chamada imunidade de grupo ou efeito rebanho, que permite que, mesmo os indivíduos que não foram vacinados, ou nos quais a resposta imunitária não é tão forte, beneficiem do efeito protector das vacinas. A eficácia da vacina dura muitos anos. Não é claro se a vacina se torna mais ou menos eficaz no decorrer do tempo. Nos casos de pós-exposição ao vírus, a prescrição destas vacinas deve ser "devidamente ponderada" pelo médico, e administrada de preferência nas primeiras 72 horas.
Há expectativa de que a vacina seja segura, mesmo naqueles com infecções pelo VIH. As reacções pós-vacinais normalmente são ligeiras e de curta duração. É comum manifestar-se dor no local da injecção ou constatar-se casos ligeiros de febre. Em cerca de 3,5–10 casos por cada milhão de doses, registam-se choques anafiláticos. Aparentemente, os índices de síndrome de Guillain–Barré, autismo e doença inflamatória intestinal não são afectados, e parecem não aumentar.
Entre as vacinas disponíveis incluem-se a vacina monovalente ou combinadas com outras vacinas. Isso inclui a vacina anti-rubéola e a vacina anti-parotidite para criar a tríplice viral (VASPR), disponibilizada pela primeira vez em 1971. Em 2005, incorporou-se a vacina anti-varicela para proteger contra a catapora, criando-se a vacina VASPRV (sarampo, papeira, rubéola e varicela). A vacina funciona igualmente bem em todas as suas fórmulas. A Organização Mundial da Saúde recomenda que seja administrada aos nove meses de idade nas regiões do mundo onde a doença é comum, ou aos doze meses, quando a doença não o é. Trata-se duma vacina fabricada a partir de estirpes virais vivas atenuadas do sarampo. É fornecida como pó e solvente para
solução injetável apenas via subcutânea ou via intramuscular. Através da análise ao sangue pode-se averiguar a eficácia da vacina.
Desde 2013, cerca de 85% das crianças em todo o mundo têm sido vacinadas. Em 2015, pelo menos 160 países providenciaram duas doses nas suas imunizações rotineiras. Foi pela primeira vez introduzida em 1963. Consta na Lista de Medicamentos Essenciais da Organização Mundial de Saúde, considerados os medicamentos mais eficazes e seguros para responder às necessidades de um  sistema de saúde. Desde 2014, o preço de venda no mundo em desenvolvimento é de cerca de 0,70 dólares americanos por dose.